# Scanner 3D Konica Minolta
Voici les Scanners 3D de chez Konica Minolta :
- VI-910
- VI-9i

Ces scanners 3D sont à utiliser avec le logiciel Polygon Editing Tool.

## Présentation
Depuis 1997, Konica Minolta commercialise la série VI de scanners 3D sans contact, qui permettent des mesures rapides de forme 3D avec une utilisation simple sans précédent équivalente à celle d'un appareil-photo numérique.
Le scanner 3D VI est un instrument qui balaye un objet par une ligne laser et envoie les données 3D obtenues à un ordinateur afin de faire de la sauvegarde numérique d'objet, du contrôle ou de la copie.

## Fiche technique
| Type                                                 | Scanner VI-910                                                                   | Scanner VI-9i                                                                    |
| ---------------------------------------------------- | -------------------------------------------------------------------------------- | -------------------------------------------------------------------------------- |
|                                                      |                                                                                  |                                                                                  |
| Méthode de mesure                                    | Triangulation laser                                                              | Triangulation laser                                                              |
| Type d'objectif                                      | Distance focale TÉLÉ- f=25, MIDDLE f=8, WIDE f=14                                | Distance focale TÉLÉ- f=25, MIDDLE f=8, WIDE f=14                                |
| Distance de travail                                  | 0,5 à 2,5 m                                                                      | 0,6 à 1,0 m (en mode standard) 0,5 à 2,5 m (en mode étendue)                     |
| Classe du laser                                      | Classe 1 (FDA) de la classe 2 (IEC60825-1)                                       | Classe 1 (FDA) de la classe 2 (IEC60825-1)                                       |
| Surface numérisée mini/maxi en X*Y*Z en mm           | 111*83*40/1196*897*750                                                           | 93*69*26/1495*1121*1750                                                          |
| Exactitude (X; Y; Z) en mm à distance mini           | +/- 0,22 ; +/- 0,16 ; +/- 0,1                                                    | +/- 0,05 en XYZ                                                                  |
| Répétabilité en mm à distance mini                   | +/- 0,008                                                                        | +/- 0,008                                                                        |
| Temps d'acquisition                                  | en mode rapide : 0,3 s ; en mode normal : 2,5 s ; 0,5 s pour la texture          | 2,5 s ; 0,5 s pour la texture                                                    |
| Nombre de points                                     | données 3D/données de couleur : 307 200 points                                   | données 3D/données de couleur : 307 200 points                                   |
| Format d'export                                      | format Konica Minolta 3D et STL, DXF, OBJ, ASCII, VRML                           | format Konica Minolta 3D et STL, DXF, OBJ, ASCII, VRML                           |
| Dimensions du scanner (l, h, p) en mm                | 213*413*271                                                                      | 221*412*282                                                                      |
| Poids                                                | 11 kg                                                                            | 15 kg                                                                            |
| Température, Hygrométrie et luminosité d'utilisation | 10 °C à 40 °C, à humidité relative 65 % ou moins sans condensation, 500 lux maxi | 10 °C à 40 °C, à humidité relative 65 % ou moins sans condensation, 500 lux maxi |
| Température et hygrométrie de stockage               | 0 °C à 40 °C, à humidité relative 85 % ou moins sans condensation                | 0 °C à 40 °C, à humidité relative 85 % ou moins sans condensation                |